# دبابة في تي

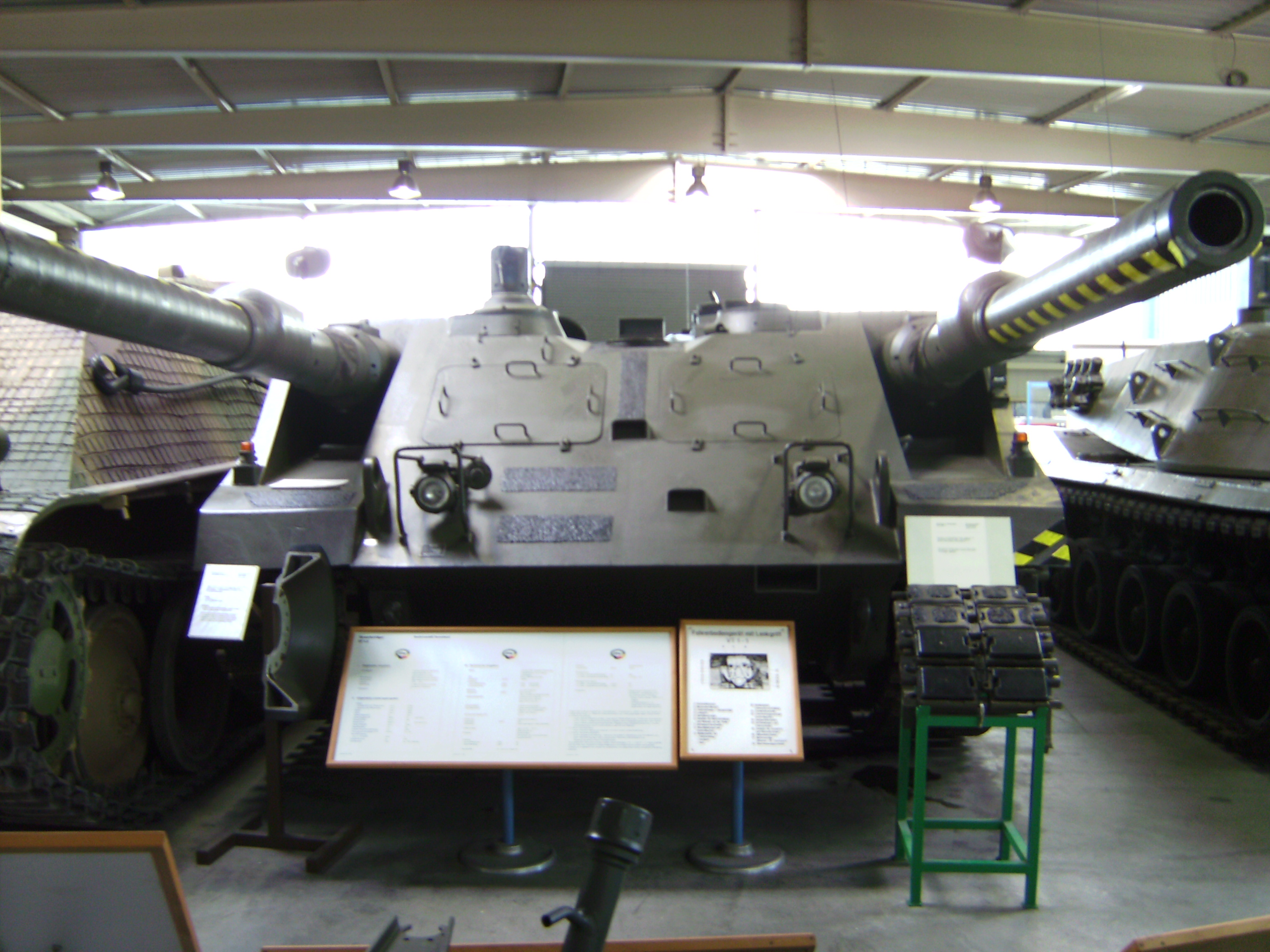
مقدمة في تي 1-2

دبابة في تي (بالألمانية:Versuchsträger 1-2 ترمز كلمة في تي إلى قاعدة اختبار ) كانت نموذجين لدبابة قتال رئيسية ألمانية مزدوجة المدفع بدون برج. منذ بدايات عام 1970 عملت عدد من شركات ألمانيا الغربية على تصميمات خيالية لبديل ليوبارد 1.المشروع سمي معركة الدبابات (بالألمانية:Kampfpanzer3 أو ك بي زد3 ).مشروع ك بي زد3 كان مشروع مؤقت مشترك بين انكلترا وألمانيا، إلى أن انسحبت انكلترا لأنها تريد تصميم دبابة لها برج. ولقد طور الألمان ليوبارد 2 ولذلك لم يعد هناك ضرورة لدبابة تقليدية أخرى. أحد الشركات التي تعاقدت هي إم أي كيل ، مطورة دبابة في تي1 وفي تي2.برنامج الاختبار أفضى إلى أن دبابة بدون برج ثنائية المدفع ممكنة من الناحية التقنية، لكن لها عوائق من الناحية العملية والناحية التكتيكية.

## تاريخ
أول دبابة في تي،في تي 1-1، بُنيت في عام 1974 من قبل إم أي كيل.بعد ذلك بسنة أنتجوا دبابة في تي 2، في تي 2-1. لأجل مزيد من الاختبارات على التحرك ومفهوم الدبابة ثنائية المدفع ، خمس قواعد اختبار بُنيت خلال عامي 1974 و1976.